# 2023-as sakkvilágbajnokság
A 2023-as sakkvilágbajnokság a Nemzetközi Sakkszövetség (FIDE) által szervezett versenysorozat, amely az elért helyezések alapján a világkupán való indulásra jogosító zónaversenyekből és kontinensbajnokságokból, a világbajnokjelöltek versenyén való részvételhez kvalifikációt biztosító 2021-es világkupaversenyből, a 2022 folyamán lezajlott Grand Prix versenysorozatból, a 2021-ben megrendezett FIDE Grand Swiss svájci rendszerű versenyből és a nyolc legjobb versenyző részvételével rendezett világbajnokjelölti versenyből, majd a versenysorozatot lezáró világbajnoki döntőből állt.
A 2022-ben Madridban rendezett világbajnokjelölti versenyt Jan Nyepomnyascsij nyerte, ezzel a 2021-es sakkvilágbajnokság után ismét ő lett a regnáló világbajnok Magnus Carlsen kihívója. A magyar Rapport Richárd holtversenyben a 7−8. helyen végzett. 2022 júliusában Carlsen visszalépett a részvételtől, így Nyepomnyascsij ellenfele a világbajnokjelölti verseny második helyezettje, Ting Li-zsen lett.
A világbajnoki döntőt 2023. április 7. és április 30. között rendezték Kazahsztán fővárosában, Asztanában. A 2023-as világbajnokság az év legfontosabb sakkeseménye volt, amely eldöntötte, ki a következő világbajnok, ki vette át Magnus Carlsen trónját, miután a világbajnok lemondott címéről. A mérkőzés 2 millió eurós nyereményalappal rendelkezett, és az alapszakaszban 14 klasszikus játszmát játszottak, amelyet négy rapidjátszma követett.
A világbajnoki döntő igen kiélezett és változatos küzdelmet hozott. Félidőben a hét befejezett játszmából ötben született döntés, amely utoljára az 1958-as világbajnoki döntőben fordult elő a Botvinnik–Szmiszlov páros mérkőzésen. Az eredetileg tervezett 14 játszmát követően az állás 7–7 lett, ezért 4 rapid játszmából álló rájátszás következett, amelyet a kínai Ting Li-zsen az utolsó játszmában elért győzelmével 2½–1½ arányban megnyert, így ő lett a sakk új világbajnoka. Ting az első kínai férfijátékos, aki a sakkvilág trónusára került.

## Kvalifikációs versenyek

### Kontinensbajnokságok és zónaversenyek
A versenysorozat első lépcsői a kontinensbajnokságok és a zónaversenyek, amelyeken a sakkvilágkupán való részvételre lehet kvalifikációt szerezni.
A világkupára a 2023-as sakkvilágbajnoki ciklusban a kontinensbajnokságokról és a zónaversenyekről összesen 89 fő szerzett kvalifikációt, a nemzeti szövetségek javaslatai alapján, az Élő-pontszámok alapján 91 fő vehetett részt. Jogosultságot szerzett az indulásra 13 fő az előző évi átlagos Élő-pontszám alapján a világranglista éléről (akik más módon nem kvalifikálták magukat), négy fő az előző sakkvilágkupán elért eredménye alapján (az elődöntősök), a női sakkvilágbajnok, a junior világbajnok, valamint a FIDE-elnök négy és a szervezőbizottság két szabadkártyása, és meghívást kapott a regnáló világbajnok is, így összesen 206 versenyző indult a tornán.

### A sakkvilágkupa
A 2021-es sakkvilágkupa a 206 induló versenyző között kieséses rendszerű páros mérkőzések keretében zajlott 2021. július 12. – augusztus 6. között az oroszországi Szocsiban. Az elsőséget a lengyel Jan-Krzysztof Duda szerezte meg, aki a döntőben Szergej Karjakin ellen győzött. Ők ketten szereztek kvalifikációt a világbajnokjelöltek versenyén való indulásra. Az elődöntő nyolc résztvevője (a világbajnok Magnus Carlsen kivételével, aki saját jogán is részt vehet, ha el akar indulni) vívta ki a jogot, hogy elinduljanak a Grand Prix versenysorozatán.

### Grand Prix versenysorozat
A FIDE Grand Prix 2022 egy három tornából álló kiemelt erősségű versenysorozat volt a Nemzetközi Sakkszövetség (FIDE) szervezésében, amely 2022 március-áprilisában zajlott. A Grand Prix résztvevői az előző sakkvilágkupán elért eredményeik, valamint aktuális Élő-pontszámuk alapján a világ legerősebb játékosai közül kerültek kiválasztásra. A 2022-es Grand Prix három versenyből állt, a 24 részvételre jogosult versenyzőnek ezek közül két versenyen kellett indulnia. A Grand Prix lebonyolítása változott a korábbi évekhez képest: mindhárom tornán 16 versenyző vett részt, akik először négy csoportban kétfordulós körmérkőzéses formában játszva döntötték el a csoportelsőség sorsát, majd a négy első helyezett az elődöntőben páros mérkőzéseket vívott, és ezek győztesei alkották a döntő párosát.
A versenyeken elért helyezések után járó pontok összesített eredménye alapján az első két helyezett, a magyar Rapport Richárd és az amerikai Nakamura Hikaru szerzett jogot a világbajnokjelöltek versenyén való indulásra.

### FIDE Grand Chess Swiss
2021-ben második alkalommal rendezték meg a svájci rendszerű tornát, amelyre meghívást kapott a 2020. július – 2021. június közötti átlag-Élő-pontszáma alapján a világranglista első 100 helyezettje, a 2020-as női sakkvilágbajnokság győztese, négy szabadkártyás, akit a négy kontinentális sakkszervezet elnöke hívott meg, négy szabadkártyát a FIDE elnöke osztott ki, valamint a rendező által meghívott öt versenyző, akik közül kettő helyi játékos, egy pedig online versenyen szerzett kvalifikációt.
A tornát 108 fővel rendezték meg 2021. október 25. – november 8. között Rigában, Lettország fővárosában. A győzelmet a francia színekben versenyző iráni származású Ali-Reza Firuzdzsá szerezte meg, a második az olasz származású amerikai Fabiano Caruana lett. Ők ketten szereztek kvalifikációt a világbajnokjelöltek versenyén való indulásra. Az első nyolc helyezett jogot szerzett a 2022-es FIDE Grand Prix-n való indulásra.

## A világbajnokjelöltek versenye
A világbajnokjelöltek versenyét 2022. június 16. – július 7. között Madridban rendezték, ahol a világbajnok kihívójának személye a kvalifikációt szerző nyolc résztvevő között kétfordulós körmérkőzés során dőlt el.
| Kvalifikáció                                    | Versenyző                          | Ország                    | Élő-p. (2022. június) | Világranglista helyezés |
| ----------------------------------------------- | ---------------------------------- | ------------------------- | --------------------- | ----------------------- |
| A 2021-es sakkvilágbajnokság vesztese           | Jan Nyepomnyascsij                 | FIDE                      | 2766                  | 7.                      |
| A 2021-es sakkvilágkupa két döntőse             | Jan-Krzysztof Duda                 | Lengyelország             | 2750                  | 16.                     |
| A 2021-es sakkvilágkupa két döntőse             | Szergej Karjakin* diszkvalifikálva | Oroszország               | 2747                  | 17.                     |
| A FIDE Grand Prix 2022 két első helyezettje     | Nakamura Hikaru                    | Amerikai Egyesült Államok | 2760                  | 11.                     |
| A FIDE Grand Prix 2022 két első helyezettje     | Rapport Richárd                    | Magyarország              | 2764                  | 8.                      |
| A 2021-es FIDE Grand Swiss első két helyezettje | Ali-Reza Firuzdzsá                 | Franciaország             | 2793                  | 3.                      |
| A 2021-es FIDE Grand Swiss első két helyezettje | Fabiano Caruana                    | Amerikai Egyesült Államok | 2783                  | 4.                      |
| A FIDE szabadkártyása                           | Tejmur Radzsabov                   | Azerbajdzsán              | 2753                  | 13.                     |
| Élő-pontszám alapján                            | Ting Li-zsen                       | Kína                      | 2806                  | 2.                      |

Megjegyzés: Szergej Karjakin helyett a 2022. májusi világranglistán a kvalifikációt szerzetteken kívül legmagasabb Élő-pontszámmal rendelkező versenyző kapott indulási lehetőséget. Azon játékosok eredményei voltak figyelembe vehetők, akik az adott időszakban legalább 30 játszmát játszottak.

### A világbajnokjelölti verseny szabályai
A világbajnokjelölti verseny szabályait külön szabályzat írta le az alábbiak szerint:
A gondolkodási idő 100 perc az első 40 lépésre, majd még 50 percet kapnak a következő 20 lépésre. Ha a játszma ez alatt nem fejeződik be, akkor további 15 perc áll rendelkezésükre az eredmény eldöntéséhez. A játékosok az első lépéstől kezdve lépésenként 30 másodperc többletidőt kapnak. A 40. lépés előtt tilos a megegyezéses döntetlen, kivéve ha örökös sakk, háromszori lépésismétlés vagy patthelyzet áll elő.

#### A holtverseny eldöntése
A verseny 14 fordulós, amelyben a nyolc résztvevő kétfordulós körmérkőzésen küzd meg egymással. Ha az első és második helyen két vagy több versenyző között holtverseny alakul ki, akkor az alábbiak szerint döntik el a helyezéseket:
- a) Ha a 14. fordulót követően két versenyző áll holtversenyben egymással, akkor köztük két játszmából álló rájátszás dönti el az elsőség sorsát. A rájátszás során 15 perc áll rendelkezésükre, lépésenként 10 másodperc többletidővel. Ha ezután sem dől el a győztes személye, akkor két 3 perces villámjátszmára kerül sor, lépésenként 2 másodperc többletidővel.[17] Ha ezt követően sincs döntés, akkor színsorsolás után újabb egy 3 perces villámjátszmára kerül sor, lépésenként 2 másodperc többletidővel. Döntetlen esetén változó színekkel újabb 3 perces villámjátszmát játszanak, lépésenként 2 másodperc többletidővel. Ha ez sem dönt, akkor mindaddig játszanak 3 perces villámjátszmákat 2 másodperces többletidővel, amíg az egyik fél győzelmet nem ér el.[18]
- b) Ha a 14. fordulót követően 3–6 játékos áll azonos pontszámmal az élen, akkor köztük a sorrendet egy egyfordulós körmérkőzés eredménye dönti el, amelyben 15 perc áll rendelkezésükre, lépésenként 10 másodperc többletidővel. Ha a körmérkőzéses rájátszást követően kettőnél több versenyző végez azonos eredménnyel az élen, akkor közöttük újabb egyfordulós körmérkőzésre kerül sor, amelyben 3 perc áll rendelkezésükre, lépésenként 2 másodperc többletidővel.[17] Ha a rájátszásban két játékos végez azonos eredménnyel az élen, akkor az a) pont szerint folytatják a játékot 3 perces villámjátszmákkal, 2 másodperc többletidővel, mindaddig, míg valamelyik versenyző győzelmet nem ér el.[18]
- c) Ha a 14. fordulót követően hét vagy nyolc játékos végez holtversenyben, akkor köztük újabb egyfordulós körmérkőzésre kerül sor, amelyben játszmánként 10–10 percet kapnak, lépésenként 5 másodperc többletidővel. Amennyiben ezt követően is holtverseny áll elő, akkor a holtversenyben levő játékosok számától függően az a) vagy b) pont szerint folytatódik a holtverseny eldöntése.

Az első helyen keletkezett holtverseny eldöntését követően a többi helyezés sorrendjét az alábbiak szerint határozzák meg:
Ha az első helyen kettőnél több versenyző állt holtversenyben a 14. fordulót követően, akkor a rájátszások során elért sorrendet veszik figyelembe. Ha az első helyen nem alakult ki holtverseny, akkor a többi játékos közötti sorrend az alábbiak szerint kerül meghatározásra:
- a Sonneborn–Berger-számítás szerinti pontszám;
- a tornán megnyert játszmák száma;
- a holtversenybe került versenyzők egymás elleni eredménye;
- sorsolás.

#### A világbajnokjelöltek versenyének díjazása
A torna díjalapja 500 000 euró, amelyet az alábbiak szerint osztják el:
- 1. helyezett 48 000 euró;
- 2. helyezett 36 000 euró;
- 3. helyezett 24 000 euró.

Holtverseny esetén a holtversenyben levők azonos díjat kapnak, függetlenül a holtverseny eldöntésének eredményétől.
A fentieken túl minden versenyző a versenyen elért minden fél pont után 3500 euró díjazásban részesül.

### A világbajnokjelöltek egymás elleni eredményei
A világbajnokjelölti versenyen résztvevő nyolc versenyző közül a verseny kezdetéig egymás ellen játszott hagyományos időbeosztású játszmákat figyelembe véve a legjobb eredménnyel Fabiano Caruana rendelkezett, aki 21 alkalommal győzött riválisai ellen, és csak 11 alkalommal szenvedett vereséget, 67 döntetlen mellett. Őt Nakamura Hikaru (16 győzelem, 10 vereség, 58 döntetlen), Ting Li-zsen (10 győzelem, 8 vereség, 36 döntetlen) és Ali-Reza Firuzdzsá (6 győzelem 4 vereség 10 döntetlen) követte pozitív mérleggel. Jan Nyepomnyascsij 9–9-re állt 38 döntetlen mellett, a többiek a verseny előtt negatív mérleggel rendelkeztek az egymás elleni eredményeiket tekintve. Érdekesség, hogy korábban még nem játszott hagyományos időbeosztású játszmát Jan-Krzysztof Duda Fabiano Caruana ellen, valamint Ali-Reza Firuzdzsá Ting Li-zsen, Tejmur Radzsabov és Nakamura Hikaru ellen. A magyar Rapport Richárd mérlege egyedül a legutóbbi világbajnoki döntős Jan Nyepomnyascsij ellen volt pozitív, és egyenlő volt Tejmur Radzsabov és Ali-Reza Firuzdzsá ellen.
|   | Versenyző                 | Élő-p. | VR.h.[20] | Duda    | Ting    | Caruana  | Radzsabov | Firuzdzsá | Nakamura | Nyepomnyascsij | Rapport | Össz.      |
| - | ------------------------- | ------ | --------- | ------- | ------- | -------- | --------- | --------- | -------- | -------------- | ------- | ---------- |
| 1 | Jan-Krzysztof Duda        | 2750   | 16.       |         | 0−1 (2) | 0–2 (3)  | 0–0 (1)   | 0–4 (1)   | 0–1 (0)  | 1–2 (4)        | 2–1 (4) | 3–11 (15)  |
| 2 | Ting Li-zsen              | 2806   | 2.        | 1–0 (2) |         | 3–2 (6)  | 2–1 (7)   | 0–0 (2)   | 0–1 (6)  | 2–3 (8)        | 2–1 (7) | 10–8 (36)  |
| 3 | Fabiano Caruana           | 2783   | 4.        | 2–0 (3) | 2–3 (6) |          | 4–0 (9)   | 2–0 (4)   | 8–6 (33) | 0–1 (9)        | 3–1 (3) | 21–11 (67) |
| 4 | Tejmur Radzsabov          | 2753   | 13.       | 0–0 (1) | 1–2 (7) | 0–4 (9)  |           | 0–0 (1)   | 0–2 (12) | 1–0 (3)        | 1–1 (4) | 3–9 (37)   |
| 5 | Ali-Reza Firuzdzsá        | 2793   | 3.        | 4–0 (1) | 0–0 (2) | 0–2 (4)  | 0–0 (1)   |           | 0–0 (0)  | 1–1 (1)        | 1–1 (1) | 6–4 (10)   |
| 6 | Nakamura Hikaru           | 2760   | 11.       | 1–0 (0) | 1–0 (6) | 6–8 (33) | 2–0 (12)  | 0–0 (0)   |          | 3–2 (5)        | 3–0 (2) | 16–10 (58) |
| 7 | Jan Nyepomnyascsij (FIDE) | 2766   | 7.        | 2–1 (4) | 3–2 (8) | 1–0 (9)  | 0–1 (3)   | 1–1 (1)   | 2–3 (5)  |                | 0–1 (8) | 9–9 (38)   |
| 8 | Rapport Richárd           | 2764   | 8.        | 1–2 (4) | 1–2 (7) | 1–3 (3)  | 1–1 (4)   | 1–1 (1)   | 0–3 (2)  | 1–0 (8)        |         | 6–12 (29)  |
Megjegyzés: Zárójelben a döntetlen játszmák száma.

### A játéknapok
| Dátum            | Nap       | Esemény                                 |
| ---------------- | --------- | --------------------------------------- |
| 2022. június 16. | Csütörtök | Nyitóünnepség                           |
| 2022. június 17. | Péntek    | 1. forduló                              |
| 2022. június 18. | Szombat   | 2. forduló                              |
| 2022. június 19. | Vasárnap  | 3. forduló                              |
| 2022. június 20. | Hétfő     | Pihenőnap                               |
| 2022. június 21. | Kedd      | 4. forduló                              |
| 2022. június 22. | Szerda    | 5. forduló                              |
| 2022. június 23. | Csütörtök | 6. forduló                              |
| 2022. június 24. | Péntek    | Pihenőnap                               |
| 2022. június 25. | Szombat   | 7. forduló                              |
| 2022. június 26. | Vasárnap  | 8. forduló                              |
| 2022. június 27. | Hétfő     | 9. forduló                              |
| 2022. június 28. | Kedd      | Pihenőnap                               |
| 2022. június 29. | Szerda    | 10. forduló                             |
| 2022. június 30. | Csütörtök | 11. forduló                             |
| 2022. július 1.  | Péntek    | 12. forduló                             |
| 2022. július 2.  | Szombat   | Pihenőnap                               |
| 2022. július 3.  | Vasárnap  | 13. forduló                             |
| 2022. július 4.  | Hétfő     | 14. forduló                             |
| 2022. július 5.  | Kedd      | Rájátszások (ha szükséges) Záróünnepség |

### A sorsolás és a fordulók eredményei
Minden versenyző két alkalommal játszik a másik ellen: egyszer világossal, egyszer sötéttel. Három fordulónként pihenőnapot kapnak. A fordulók élőben követhetők a chess24.com oldalon. A forduló dátumánál hivatkozásként jelezve az adott fordulóról készült részletes, képes beszámoló linkje.
Magyarázat: a név mellett zárójelben a versenyző addig szerzett pontszáma szerepel. A táblázat jobb szélén az adott játszma eredménye. Az elöl álló játékos vezette a világos bábukat.
| 1. forduló – 2022. június 17. | 1. forduló – 2022. június 17. | 1. forduló – 2022. június 17. |
| ----------------------------- | ----------------------------- | ----------------------------- |
| Jan-Krzysztof Duda            | Rapport Richárd               | ½–½                           |
| Ting Li-zsen                  | Jan Nyepomnyascsij            | 0–1                           |
| Fabiano Caruana               | Nakamura Hikaru               | 1–0                           |
| Tejmur Radzsabov              | Ali-Reza Firuzdzsá            | ½–½                           |
| 2. forduló – 2022. június 18. |                               |                               |
| Rapport Richárd (0,5)         | Ali-Reza Firuzdzsá (0,5)      | ½–½                           |
| Nakamura Hikaru (0)           | Tejmur Radzsabov (0,5)        | 1–0                           |
| Jan Nyepomnyascsij (1)        | Fabiano Caruana (1)           | ½–½                           |
| Jan-Krzysztof Duda (0,5)      | Ting Li-zsen (0)              | ½–½                           |
| 3. forduló – 2022. június 19. |                               |                               |
| Ting Li-zsen (0,5)            | Rapport Richárd (1)           | ½–½                           |
| Fabiano Caruana (1,5)         | Jan-Krzysztof Duda (1)        | ½–½                           |
| Tejmur Radzsabov (0,5)        | Jan Nyepomnyascsij (1,5)      | ½–½                           |
| Ali-Reza Firuzdzsá (1)        | Nakamura Hikaru (1)           | ½–½                           |
| 4. forduló – 2022. június 21. |                               |                               |
| Rapport Richárd (1,5)         | Nakamura Hikaru (1,5)         | ½–½                           |
| Jan Nyepomnyascsij (2)        | Ali-Reza Firuzdzsá (1,5)      | 1–0                           |
| Jan-Krzysztof Duda (1,5)      | Tejmur Radzsabov (1)          | ½–½                           |
| Ting Li-zsen (1)              | Fabiano Caruana (2)           | ½–½                           |
| 5. forduló – 2022. június 22. |                               |                               |
| Fabiano Caruana (2,5)         | Rapport Richárd (2)           | ½–½                           |
| Tejmur Radzsabov (1,5)        | Ting Li-zsen (1,5)            | ½–½                           |
| Ali-Reza Firuzdzsá (1,5)      | Jan-Krzysztof Duda (2)        | ½–½                           |
| Nakamura Hikaru (2)           | Jan Nyepomnyascsij (3)        | ½–½                           |
| 6. forduló – 2022. június 23. |                               |                               |
| Tejmur Radzsabov (2)          | Rapport Richárd (2,5)         | ½–½                           |
| Ali-Reza Firuzdzsá (2)        | Fabiano Caruana (3)           | 0–1                           |
| Nakamura Hikaru (2,5)         | Ting Li-zsen (2)              | ½–½                           |
| Jan Nyepomnyascsij (3,5)      | Jan-Krzysztof Duda (2,5)      | 1–0                           |
| 7. forduló – 2022. június 25. |                               |                               |
| Rapport Richárd (3)           | Jan Nyepomnyascsij (4,5)      | 0–1                           |
| Jan-Krzysztof Duda (2,5)      | Nakamura Hikaru (3)           | ½–½                           |
| Ting Li-zsen (2,5)            | Ali-Reza Firuzdzsá (2)        | ½–½                           |
| Fabiano Caruana (4)           | Tejmur Radzsabov (2,5)        | 1–0                           |

| 8. forduló – 2022. június 26.  | 8. forduló – 2022. június 26. | 8. forduló – 2022. június 26. |
| ------------------------------ | ----------------------------- | ----------------------------- |
| Rapport Richárd (3)            | Jan-Krzysztof Duda (3)        | 1–0                           |
| Jan Nyepomnyascsij (5,5)       | Ting Li-zsen (3)              | ½–½                           |
| Nakamura Hikaru (3,5)          | Fabiano Caruana (5)           | 1–0                           |
| Ali-Reza Firuzdzsá (2,5)       | Tejmur Radzsabov (2,5)        | ½–½                           |
| 9. forduló – 2022. június 27.  |                               |                               |
| Ali-Reza Firuzdzsá (3)         | Rapport Richárd (4)           | 1–0                           |
| Tejmur Radzsabov (3)           | Nakamura Hikaru (4,5)         | 1–0                           |
| Fabiano Caruana (5)            | Jan Nyepomnyascsij (6)        | ½–½                           |
| Ting Li-zsen (3,5)             | Jan-Krzysztof Duda (3)        | 1–0                           |
| 10. forduló – 2022. június 29. |                               |                               |
| Rapport Richárd (4)            | Ting Li-zsen (4,5)            | 0–1                           |
| Jan-Krzysztof Duda (3)         | Fabiano Caruana (5,5)         | 1–0                           |
| Jan Nyepomnyascsij (6,5)       | Tejmur Radzsabov (4)          | ½–½                           |
| Nakamura Hikaru (4,5)          | Ali-Reza Firuzdzsá (4)        | 1–0                           |
| 11. forduló – 2022. június 30. |                               |                               |
| Nakamura Hikaru (5,5)          | Rapport Richárd (4)           | ½–½                           |
| Ali-Reza Firuzdzsá (4)         | Jan Nyepomnyascsij (7)        | 0–1                           |
| Tejmur Radzsabov (4,5)         | Jan-Krzysztof Duda (4)        | ½–½                           |
| Fabiano Caruana (5,5)          | Ting Li-zsen (5,5)            | 0–1                           |
| 12. forduló – 2022. július 1.  |                               |                               |
| Rapport Richárd (4,5)          | Fabiano Caruana (5,5)         | ½–½                           |
| Ting Li-zsen (6,5)             | Tejmur Radzsabov (5)          | 0–1                           |
| Jan-Krzysztof Duda (4,5)       | Ali-Reza Firuzdzsá (4)        | ½–½                           |
| Jan Nyepomnyascsij (8)         | Nakamura Hikaru (6)           | ½–½                           |
| 13. forduló – 2022. július 3.  |                               |                               |
| Jan Nyepomnyascsij (8,5)       | Rapport Richárd (5)           | ½–½                           |
| Nakamura Hikaru (6,5)          | Jan-Krzysztof Duda (5)        | 1–0                           |
| Ali-Reza Firuzdzsá (4,5)       | Ting Li-zsen (6,5)            | ½–½                           |
| Tejmur Radzsabov (6)           | Fabiano Caruana (6)           | ½–½                           |
| 14. forduló – 2022. július 4.  |                               |                               |
| Rapport Richárd (5,5)          | Tejmur Radzsabov (6,5)        | 0–1                           |
| Fabiano Caruana 6,5)           | Ali-Reza Firuzdzsá (5)        | 0–1                           |
| Ting Li-zsen (7)               | Nakamura Hikaru (7,5)         | 1–0                           |
| Jan-Krzysztof Duda (5)         | Jan Nyepomnyascsij (9)        | ½–½                           |

| H.[21] | Versenyző                 | Élő-p. 2022-06 | 1 | 1 | 2 | 2 | 3 | 3 | 4 | 4 | 5 | 5 | 6 | 6 | 7 | 7 | 8 | 8 | Pont | Holtv.eld.[22] | Holtv.eld.[22] | Előrehaladási táblázat (fordulók) | Előrehaladási táblázat (fordulók) | Előrehaladási táblázat (fordulók) | Előrehaladási táblázat (fordulók) | Előrehaladási táblázat (fordulók) | Előrehaladási táblázat (fordulók) | Előrehaladási táblázat (fordulók) | Előrehaladási táblázat (fordulók) | Előrehaladási táblázat (fordulók) | Előrehaladási táblázat (fordulók) | Előrehaladási táblázat (fordulók) | Előrehaladási táblázat (fordulók) | Előrehaladási táblázat (fordulók) | Előrehaladási táblázat (fordulók) | Hely. |
| H.[21] | Versenyző                 | Élő-p. 2022-06 | 1 | 1 | 2 | 2 | 3 | 3 | 4 | 4 | 5 | 5 | 6 | 6 | 7 | 7 | 8 | 8 | Pont | S-B.[23]       | Ny.[24]        | 1                                 | 2                                 | 3                                 | 4                                 | 5                                 | 6                                 | 7                                 | 8                                 | 9                                 | 10                                | 11                                | 12                                | 13                                | 14                                | Hely. |
| ------ | ------------------------- | -------------- | - | - | - | - | - | - | - | - | - | - | - | - | - | - | - | - | ---- | -------------- | -------------- | --------------------------------- | --------------------------------- | --------------------------------- | --------------------------------- | --------------------------------- | --------------------------------- | --------------------------------- | --------------------------------- | --------------------------------- | --------------------------------- | --------------------------------- | --------------------------------- | --------------------------------- | --------------------------------- | ----- |
| 1.     | Jan-Krzysztof Duda (POL)  | 2750           |   |   | ½ | 0 | ½ | 1 | ½ | ½ | ½ | ½ | ½ | 0 | 0 | ½ | ½ | 0 | 5½   | 38,5           |                | ½                                 | 1                                 | 1½                                | 2                                 | 2½                                | 2½                                | 3                                 | 3                                 | 3                                 | 4                                 | 4½                                | 5                                 | 5                                 | 5½                                | 7.    |
| 2.     | Ting Li-zsen (CHN)        | 2806           | ½ | 1 |   |   | ½ | 1 | ½ | 0 | ½ | ½ | ½ | 1 | 0 | ½ | ½ | 1 | 8    |                |                | 0                                 | ½                                 | 1                                 | 1½                                | 2                                 | 2½                                | 3                                 | 3½                                | 4½                                | 5½                                | 6½                                | 6½                                | 7                                 | 8                                 | 2.    |
| 3.     | Fabiano Caruana (USA)     | 2783           | ½ | 0 | ½ | 0 |   |   | 1 | ½ | 1 | 0 | 1 | 0 | ½ | ½ | ½ | ½ | 6½   |                |                | 1                                 | 1½                                | 2                                 | 2½                                | 3                                 | 4                                 | 5                                 | 5                                 | 5½                                | 5½                                | 5½                                | 6                                 | 6½                                | 6½                                | 5.    |
| 4.     | Tejmur Radzsabov (AZE)    | 2753           | ½ | ½ | ½ | 1 | 0 | ½ |   |   | ½ | ½ | 0 | 1 | ½ | ½ | ½ | 1 | 7½   | 52,0           |                | ½                                 | ½                                 | 1                                 | 1½                                | 2                                 | 2½                                | 2½                                | 3                                 | 4                                 | 4½                                | 5                                 | 6                                 | 6½                                | 7½                                | 3.    |
| 5.     | Ali-Reza Firuzdzsá (FRA)  | 2793           | ½ | ½ | ½ | ½ | 0 | 1 | ½ | ½ |   |   | ½ | 0 | 0 | 0 | ½ | 1 | 6    |                |                | ½                                 | 1                                 | 1½                                | 1½                                | 2                                 | 2                                 | 2½                                | 3                                 | 4                                 | 4                                 | 4                                 | 4½                                | 5                                 | 6                                 | 6.    |
| 6.     | Nakamura Hikaru (USA)     | 2760           | ½ | 1 | ½ | 0 | 0 | 1 | 1 | 0 | ½ | 1 |   |   | ½ | ½ | ½ | ½ | 7½   | 50,25          |                | 0                                 | 1                                 | 1½                                | 2                                 | 2½                                | 3                                 | 3½                                | 4½                                | 4½                                | 5½                                | 6                                 | 6½                                | 7½                                | 7½                                | 4.    |
| 7.     | Jan Nyepomnyascsij (FIDE) | 2766           | 1 | ½ | 1 | ½ | ½ | ½ | ½ | ½ | 1 | 1 | ½ | ½ |   |   | 1 | ½ | 9½   |                |                | 1                                 | 1½                                | 2                                 | 3                                 | 3½                                | 4½                                | 5½                                | 6                                 | 6½                                | 7                                 | 8                                 | 8½                                | 9                                 | 9½                                | 1.    |
| 8.     | Rapport Richárd (HUN)     | 2764           | ½ | 1 | ½ | 0 | ½ | ½ | ½ | 0 | ½ | 0 | ½ | ½ | 0 | ½ |   |   | 5½   | 37,75          |                | ½                                 | 1                                 | 1½                                | 2                                 | 2½                                | 3                                 | 3                                 | 4                                 | 4                                 | 4                                 | 4½                                | 5                                 | 5½                                | 5½                                | 8.    |
Jelmagyarázat: A győzelem 1, a döntetlen ½, a vereség 0 ponttal jelölve. Alászínezéssel jelölve az adott fordulóban élen álló versenyző pontszáma.

## Világbajnoki döntő
A világbajnoki címet viselő Magnus Carlsen visszalépése miatt a világbajnokjelöltek versenyének első két helyezettje, Jan Nyepomnyascsij és Ting Li-zsen közötti világbajnoki döntő 14 játszmából álló páros mérkőzésére és a rájátszásra 2023. április 7. és május 1. között kerül sor.

### Korábbi egymás elleni eredmények
A világbajnoki döntő előtt 13 klasszikus időbeosztású és 26 rapid- és villámjátékot, valamint bemutatójátékot játszottak. A klasszikus időbeosztású játszmákban nyolc döntetlen mellett Nyepomnyascsij 3 alkalommal tudott nyerni, míg Li-zsen kétszer. A gyorsabb mérkőzések során az eredmények Nyepomnyascsij fölényét mutatják.
| Egymás elleni eredmények  | Egymás elleni eredmények                   | Egymás elleni eredmények | Egymás elleni eredmények | Egymás elleni eredmények | Egymás elleni eredmények |
|                           |                                            | Nyepomnyascsij nyert     | Döntetlen                | Li-zsen nyert            | Össz.                    |
| ------------------------- | ------------------------------------------ | ------------------------ | ------------------------ | ------------------------ | ------------------------ |
| Klasszikus                | Nyepomnyascsij (világos) – Li-zsen (sötét) | 2                        | 5                        | 0                        | 7                        |
| Klasszikus                | Li-zsen (világos) – Nyepomnyascsij (sötét) | 1                        | 3                        | 2                        | 6                        |
| Klasszikus                | Össz.                                      | 3                        | 8                        | 2                        | 13                       |
| Villám / rapid / bemutató | Villám / rapid / bemutató                  | 10                       | 9                        | 7                        | 26                       |
| Össz.                     | Össz.                                      | 13                       | 17                       | 9                        | 39                       |

### Szabályok

#### Az alapszakasz
Az előzetesen lefektetett szabályok szerint a világbajnoki döntő mérkőzése 14 játszmáig tart, és az a játékos kapja meg a világbajnoki címet, aki előbb ér el 7,5 pontot. Ha a 14. játszma után az állás 7–7, akkor rájátszás következik. Az egyes játszmákban játékosonként 120–120 perc áll rendelkezésre az első 40 lépés megtételére, majd 60–60 perc a következő 20 lépésre, végül 15-15 perc a játszma befejezéséig. A 61. lépéstől kezdve lépésenként 30 másodperc többletidőt kapnak.

#### A rájátszás
Az esetleges rájátszásban először négy rapidsakkjátszmára kerül sor 25–25 perc gondolkodási idővel és tíz-tíz másodperc többletidővel lépésenként. Ha ez sem dönt, akkor két villámsakkjátszmából álló minimérkőzés következett volna öt-öt perc gondolkodási idővel és lépésenként három-három másodperc többletidővel. Ha ez is döntetlen, ismét egy ilyen kétjátszmás mérkőzés következik. Ha ez sem dönt egy villámjátszmára kerül sor 3–3 perc gondolkodási idővel és lépésenként két-két másodperc többletidővel. Amennyiben ez is döntetlen még egy ilyen játszma következik, addig ismételve, amíg el nem dől a mérkőzés kimenetele.

#### A színelosztás
A nyitóünnepségen sorsolással döntik el, hogy a páratlan sorszámú fordulókban ki játszik a világos figurákkal. Ha a 14 játszma alatt nem születik döntés, akkor a rájátszás egyes szakaszai előtt sorsolnak.

### Díjazás
A két játékos között szétosztásra kerülő díjalap 2 millió euró, amelynek 60%-a a győztest, 40%-a a vesztest illeti, ha az alapszakaszban eldől a mérkőzés, ellenkező esetben 55% illeti a győztest, 45% a vesztest.

### A játéknapok
Az egyes napokon a mérkőzések helyi idő szerint 15:00-kor kezdődnek, amely 11:00-nak felel meg a közép-európai időzónában.
| Dátum                 | Esemény                                |
| --------------------- | -------------------------------------- |
| Április 7. péntek     | Nyitóünnepség                          |
| Április 8. szombat    | Médianap                               |
| Április 9. vasárnap   | 1. játszma                             |
| Április 10. hétfő     | 2. játszma                             |
| Április 11. kedd      | Pihenőnap                              |
| Április 12. szerda    | 3. játszma                             |
| Április 13. csütörtök | 4. játszma                             |
| Április 14. péntek    | Pihenőnap                              |
| Április 15. szombat   | 5. játszma                             |
| Április 16. vasárnap  | 6. játszma                             |
| Április 17. hétfő     | Pihenőnap                              |
| Április 18. kedd      | 7. játszma                             |
| Április 19. szerda    | Pihenőnap                              |
| Április 20. csütörtök | 8. játszma                             |
| Április 21. péntek    | 9. játszma                             |
| Április 22. szombat   | Pihenőnap                              |
| Április 23. vasárnap  | 10. játszma                            |
| Április 24. hétfő     | 11. játszma                            |
| Április 25. kedd      | Pihenőnap                              |
| Április 26. szerda    | 12. játszma                            |
| Április 27. csütörtök | 13. játszma                            |
| Április 28. péntek    | Pihenőnap                              |
| Április 29. szombat   | 14. játszma                            |
| Április 30. vasárnap  | Rájátszás vagy záróünnepség            |
| Május 1. hétfő        | Záróünnepség, ha rájátszásra kerül sor |

## Eredmények
|                           | Élő-p. | Játszmák | Játszmák | Játszmák | Játszmák | Játszmák | Játszmák | Játszmák | Játszmák | Játszmák | Játszmák | Játszmák | Játszmák | Játszmák | Játszmák | Pont | Rapid játszmák | Rapid játszmák | Rapid játszmák | Rapid játszmák | Összpontszám |
| 1                         | Élő-p. | 2        | 3        | 4        | 5        | 6        | 7        | 8        | 9        | 10       | 11       | 12       | 13       | 14       | 15       | Pont | 16             | 17             | 18             |                | Összpontszám |
| ------------------------- | ------ | -------- | -------- | -------- | -------- | -------- | -------- | -------- | -------- | -------- | -------- | -------- | -------- | -------- | -------- | ---- | -------------- | -------------- | -------------- | -------------- | ------------ |
| Jan Nyepomnyascsij (FIDE) | 2795   | ½        | 1        | ½        | 0        | 1        | 0        | 1        | ½        | ½        | ½        | ½        | 0        | ½        | ½        | 7    | ½              | ½              | ½              | 0              | 8½           |
| Ting Li-zsen Kína         | 2788   | ½        | 0        | ½        | 1        | 0        | 1        | 0        | ½        | ½        | ½        | ½        | 1        | ½        | ½        | 7    | ½              | ½              | ½              | 1              | 9½           |

### A játszmák
A játszmák élőben (a visszaélések elkerülése érdekében 30 perces eltolódással) követhetők a chess24 weboldalon, ahol a bajnokságot követően is megtalálhatók. A nézőknek a Stockfish 14 sakkprogram elemzése ad tájékoztatást minden egyes lépést követően a táblán kialakult állás értékeléséről. A weboldalon élő videóadásban vezető nagymesterek elemezik a mérkőzést. Az elemzésekről készült videók a YouTube-on később is megtekinthetők.

#### 1. játszma
Az első játszmában a spanyol megnyitás 6.Fxc6 dxc6 7.Be1-gyel kezdődő ritka változatát játszották. A játék kiegyenlített volt egészen a 25...c6? lépésig, amely után Nyepomnyascsij 26.Bxd8+ Hxd8 27.Vf4!-et játszott, meggyengítve Ting Li-zsen vezérszárnyát, és megszerezve a kezdeményezést. Néhány pontatlansága (30.Hg3 és 31.f4) azonban lehetővé tette Tingnek, hogy vezércserét kikényszerítsen ki, ezzel bebiztosítva pozícióját. A játszma a 49. lépésben döntetlenül ért véget.
Nyepomnyascsij–Ting világbajnoki döntő 1. játszma, 2023-04-09, Asztana, spanyol megnyitás, késleltetett csereváltozat (ECO C85)
1. e4 e5 2. Hf3 Hc6 3. Fb5 a6 4. Fa4 Hf6 5. 0-0 Fe7 6. Fxc6 dxc6 7. Be1 Hd7 8. d4 exd4 9. Vxd4 0-0 10. Ff4 Hc5 11. Ve3 Fg4 12. Hd4 Vd7 13. Hc3 Bad8 14. Hf5 He6 15. Hxe7+ Vxe7 16. Fg3 Fh5 17. f3 f6 18. h3 h6 19. Kh2 Ff7 20. Bad1 b6 21. a3 a5 22. He2 Bxd1 23. Bxd1 Bd8 24. Bd3 c5 25. Vd2 c6 26. Bxd8+ Hxd8 27. Vf4 b5 28. Vb8 Kh7 29. Fd6 Vd7 30. Hg3 He6 31. f4 h5 32. c3 c4 33. h4 Vd8 34. Vb7 Fe8 35. Hf5 Vd7 36. Vb8 Vd8 37. Vxd8 Hxd8 38. Hd4 Hb7 39. e5 Kg8 40. Kg3 Fd7 41. Fc7 Hc5 42. Fxa5 Kf7 43. Fb4 Hd3 44. e6+ Fxe6 45. Hxc6 Fd7 46. Hd4 Hxb2 47. Kf3 Hd3 48. g3 Hc1 49. Ke3 ½–½ (döntetlen)

#### 2. játszma
A második játszmában Ting 4. h3-at játszott, amelyre mesterpartiban még nem volt példa. Az ötlet a kínai nagymester szekundánsaként közreműködő Rapport Richárdtól származik. Az újításra adandó választ Nyepomnyascsij kiválóan választotta meg, az elfogadott vezércsel változataira igyekezve terelni a játszmát, amelyben a h3 lépésnek nincs szerepe. A játszma fordulópontját a 12. lépés hozta, amikor Ting 12.Hxf6 lépésére Nyepomnyascsij nem a kínai nagymester által várt Vxf6-tal, hanem gxf6-tal válaszolt. A 21. lépésben sötét minőséget áldozott, hogy a nyílt g-vonalon, valamint erős futópárja segítségével nyomás alá helyezze világos királyszárnyát. Néhány lépéssel később sötét már a vezérszárnyon is határozott előnyben volt két előretolt gyalogja révén. Ting a 29. lépésben feladta a küzdelmet.
Ting–Nyepomnyascsij világbajnoki döntő 2. játszma, 2023-04-10, Asztana, elfogadott vezércsel (ECO E10) 1. d4 Hf6 2. c4 e6 3. Hf3 d5 4. h3 dxc4 5. e3 c5 6. Fxc4 a6 7. 0-0 Hc6 8. Hc3 b5 9. Fd3 Fb7 10. a4 b4 11. He4 Ha5 (diagram) 12. Hxf6+ gxf6 13. e4 c4 14. Fc2 Vc7 15. Fd2 Bg8 16. Bc1 0-0-0 17. Fd3 Kb8 18. Be1 f5 19. Fc2 Hc6 20. Fg5 Bxg5 21. Hxg5 Hxd4 22. Vh5 f6 23. Hf3 Hxc2 24. Bxc2 Fxe4 25. Bd2 Fd6 26. Kh1 c3 27. bxc3 bxc3 28. Bd4 c2 29. Vh6 e5 világos feladta, 0–1 (sötét nyert)

#### 3. játszma
A harmadik játszmában Ting Li-zsen egy nyugodt játékot eredményező elhárított vezércselt választott, amely a 17. lépésig megegyezett egy korábbi játszmájával, amit Anish Giri ellen játszott. Az ottani lépésektől Nyepomnyascsij tért el, amikor 17. Vf2 helyett H1e2-vel folytatta. A 21. lépést követően Ting kisebb előnybe került. A 27. lépést követően lépésismétléssel döntetlenül ért véget a találkozó.
Nyepomnyascsij–Ting világbajnoki döntő 3. játszma, 2023-04-12, Asztana, elhárított vezércsel (ECO D35)
1. d4 Hf6 2. c4 e6 3. Hc3 d5 4. cxd5 exd5 5. Fg5 c6 6. e3 h6 7. Fh4 Fe7 8. Fd3 0-0 9. Vc2 Be8 10. Hge2 Hbd7 11. 0-0 a5 12. a3 Hh5 13. Fxe7 Vxe7 14. Bae1 Hf8 15. Hc1 Hf6 16. f3 He6 17. H1e2 c5 18. Fb5 Bd8 19. dxc5 Vxc5 20. Vd2 Fd7 21. Fxd7 Hxd7 22. Hd4 Hb6 23. Bd1 Hc4 24. Vf2 Bac8 25. Ha4 Ve7 26. Bfe1 Vf6 27. Hb5 Hc7 28. Hd4 He6 29. Hb5 Hc7 30. Hd4 He6 ½–½ (döntetlen)
|    | |    |    |    |    |    |    |
|    | \| \| \| \| \| \| \| \| \| \| \| \| \| \| \| \| \| \| \| \| \| \| \| \| \| \| \| \| \| \| \| \| \| \| \| \| \| \| \| \| \| \| \| \| \| \| \| \| \| \| \| \| \| \| \| \| \| \| \| \| \| \| \| \| \| \| \| \| \| \| \| \| |    |    |    |    |    |    |
|    | |    |    |    |    |    |    |
| a8 | b8 | c8 | d8 | e8 | f8 | g8 | h8 |
| a7 | b7 | c7 | d7 | e7 | f7 | g7 | h7 |
| a6 | b6 | c6 | d6 | e6 | f6 | g6 | h6 |
| a5 | b5 | c5 | d5 | e5 | f5 | g5 | h5 |
| a4 | b4 | c4 | d4 | e4 | f4 | g4 | h4 |
| a3 | b3 | c3 | d3 | e3 | f3 | g3 | h3 |
| a2 | b2 | c2 | d2 | e2 | f2 | g2 | h2 |
| a1 | b1 | c1 | d1 | e1 | f1 | g1 | h1 |

| a8 | b8 | c8 | d8 | e8 | f8 | g8 | h8 |
| a7 | b7 | c7 | d7 | e7 | f7 | g7 | h7 |
| a6 | b6 | c6 | d6 | e6 | f6 | g6 | h6 |
| a5 | b5 | c5 | d5 | e5 | f5 | g5 | h5 |
| a4 | b4 | c4 | d4 | e4 | f4 | g4 | h4 |
| a3 | b3 | c3 | d3 | e3 | f3 | g3 | h3 |
| a2 | b2 | c2 | d2 | e2 | f2 | g2 | h2 |
| a1 | b1 | c1 | d1 | e1 | f1 | g1 | h1 |

#### 4. játszma
A negyedik játszmában Ting visszatért kedvenc 1.c4-es nyitólépéséhez. Sötét pontatlannak minősített 9.-Hf4 lépése után világos erős gyalogcentrumhoz jutott. Nyepomnyascsij a 14. lépésével a tábla szélére helyezte a huszárját, amely nem bizonyult jó elgondolásnak, mert a világos gyalogcentrum előre tudott nyomulni. Sötét 28.-Hd4 lépése után világos minőségáldozattal nyerő állást ért el, a győzelem csak idő kérdése volt.
Ting–Nyepomnyascsij világbajnoki döntő 4. játszma, 2023-04-13, Asztana, angol megnyitás, négyhuszáros változat (ECO A28)
1. c4 Hf6 2. Hc3 e5 3. Hf3 Hc6 4. e3 Fb4 5. Vc2 Fxc3 6. bxc3 d6 7. e4 0-0 8. Fe2 Hh5 9. d4 Hf4 10. Fxf4 exf4 11. 0-0 Vf6 12. Bfe1 Be8 13. Fd3 Fg4 14. Hd2 Ha5 15. c5 dxc5 16. e5 Vh6 17. d5 Bad8 18. c4 b6 19. h3 Fh5 20. Fe4 Be7 21. Vc3 Bde8 22. Ff3 Hb7 23. Be2 f6 24. e6 Hd6 25. Bae1 Hf5 26. Fxh5 Vxh5 27. Be4 Vh6 28. Vf3 Hd4 (diagram) 29. Bxd4 cxd4 30. Hb3 g5 31. Hxd4 Vg6 32. g4 fxg3 33. fxg3 h5 34. Hf5 Bh7 35. Ve4 Kh8 36. e7 Vf7 37. d6 cxd6 38. Hxd6 Vg8 39. Hxe8 Vxe8 40. Ve6 Kg7 41. Bf1 Bh6 42. Bd1 f5 43. Ve5+ Kf7 44. Vxf5+ Bf6 45. Vh7+ Ke6 46. Vg7 Bg6 47. Vf8 1–0 (világos nyert)

#### 5. játszma
Az ötödik játszmában az első játszmához hasonlóan ismét a spanyol megnyitásra került sor, amelyben Nyepomnyescsij ezúttal nem a késleltetett csereváltozatot alkalmazta. A megnyitásra kellően felkészült, ezt mutatja, hogy az első 22 lépésre mindössze 5 és fél perc gondolkodási időt használt fel. Az elemzők hibáztatják Ting 19.- Fd8 és 20.- He7 lépését, amelyről ő is azt nyilatkozta a játszma után, hogy kényelmetlenül érezte magát az állásban. A 29.-Hxf5 lépést nevezte meg a játszma kritikus pontjának, de valójában az ezt követő 30.- Vf6 lépés volt az, ami után világos előnybe került. Helyette 30.- Vd7 után világosnak csak minimális előnye lett volna. A világos királyszárnyi gyalogok támadása győzelemhez vezetett. A vesztő lépésnek sötét 37. - hxg5 lépése tekinthető, ami után a sötét állás összeomlott. 38. Bg4 után nem védhette meg a gyalogját f6-tal, mert arra a nagyon erős Hh4 következhetett volna (39. Hh4 gxh4-re 40. h6 néhány lépéses mattal). Ting a 48. lépésben adta fel, mert fenyegetett a Hg5 lépés közeli matt lehetőségével, illetve nem lehetett megakadályozni, hogy a világos király támogatásával az előrenyomult f-gyalog vezérré változzon.
Nyepomnyascsij–Ting világbajnoki döntő 5. játszma, 2023-04-15, Asztana, spanyol megnyitás Martinez-változat (ECO C78) 1. e4 e5 2. Hf3 Hc6 3. Fb5 a6 4. Fa4 Hf6 5. 0-0 Fe7 6. d3 b5 7. Fb3 d6 8. c3 0-0 9. h3 Fb7 10. a4 Ha5 11. Fa2 c5 12. Fg5 h6 13. Fxf6 Fxf6 14. axb5 axb5 15. Hbd2 Hc6 16. Fd5 Bxa1 17. Vxa1 Vd7 18. Be1 Ba8 19. Vd1 Fd8 20. Hf1 He7 21. Fxb7 Vxb7 22. He3 Fb6 23. h4 Vc6 24. h5 c4 25. d4 exd4 26. Hxd4 Vc5 27. Vg4 Ve5 28. Hf3 Ve6 29. Hf5 Hxf5 30. exf5 Vf6 31. Ve4 Bb8 32. Be2 Fc5 33. g4 Vd8 34. Vd5 Kf8 35. Kf1 Bc8 36. Be4 Bb8 37. g5 hxg5 38. Bg4 (diagram) Ba8 39. Hxg5 Ba1+ 40. Ke2 Ve7+ 41. He4 Ve8 42. Kf3 Va8 43. Vxa8+ Bxa8 44. f6 g6 45. hxg6 fxg6 46. Bxg6 Ba2 47. Kg4 Bxb2 48. Bh6 sötét feladta 1–0 (világos nyert)
|    | |    |    |    |    |    |    |
|    | \| \| \| \| \| \| \| \| \| \| \| \| \| \| \| \| \| \| \| \| \| \| \| \| \| \| \| \| \| \| \| \| \| \| \| \| \| \| \| \| \| \| \| \| \| \| \| \| \| \| \| \| \| \| \| \| \| \| \| \| \| \| \| \| \| \| \| \| \| \| \| \| |    |    |    |    |    |    |
|    | |    |    |    |    |    |    |
| a8 | b8 | c8 | d8 | e8 | f8 | g8 | h8 |
| a7 | b7 | c7 | d7 | e7 | f7 | g7 | h7 |
| a6 | b6 | c6 | d6 | e6 | f6 | g6 | h6 |
| a5 | b5 | c5 | d5 | e5 | f5 | g5 | h5 |
| a4 | b4 | c4 | d4 | e4 | f4 | g4 | h4 |
| a3 | b3 | c3 | d3 | e3 | f3 | g3 | h3 |
| a2 | b2 | c2 | d2 | e2 | f2 | g2 | h2 |
| a1 | b1 | c1 | d1 | e1 | f1 | g1 | h1 |

| a8 | b8 | c8 | d8 | e8 | f8 | g8 | h8 |
| a7 | b7 | c7 | d7 | e7 | f7 | g7 | h7 |
| a6 | b6 | c6 | d6 | e6 | f6 | g6 | h6 |
| a5 | b5 | c5 | d5 | e5 | f5 | g5 | h5 |
| a4 | b4 | c4 | d4 | e4 | f4 | g4 | h4 |
| a3 | b3 | c3 | d3 | e3 | f3 | g3 | h3 |
| a2 | b2 | c2 | d2 | e2 | f2 | g2 | h2 |
| a1 | b1 | c1 | d1 | e1 | f1 | g1 | h1 |

#### 6. játszma
A hatodik játszmában Ting a londoni rendszert alkalmazta, amelyben a 12. lépésben tért el az elmélettől. A játszma kritikus lépése 22. - e5 volt, amely centrumáttöréssel Nyepomnyascsij ellenjátékhoz kivánt jutni, azonban Ting precíz lépésekkel a maga javára fordította a helyzetet. A 34. lépéstől sötét megpróbálta az a-gyalogját bevinni az átváltozási mezőre, erre azonban világos mattfenyegetései miatt már nem jutott ideje. Érdekesség, hogy ebben a játszmában is a h4-h5 gyalogelőrenyomulás jelentette a győzelem kulcsát.
Ting–Nyepomnyascsij világbajnoki döntő 6. játszma, 2023-04-16, Asztana, vezérgyalog játék, londoni rendszer (ECO D02) 1. d4 Hf6 2. Hf3 d5 3. Ff4 c5 4. e3 Hc6 5. Hbd2 cxd4 6. exd4 Ff5 7. c3 e6 8. Fb5 Fd6 9. Fxd6 Vxd6 10. 0-0 0-0 11. Be1 h6 12. He5 He7 13. a4 a6 14. Ff1 Hd7 15. Hxd7 Vxd7 16. a5 Vc7 17. Vf3 Bfc8 18. Ba3 Fg6 19. Hb3 Hc6 20. Vg3 Ve7 21. h4 Be8 22. Hc5 e5 23. Bb3 Hxa5 24. Bxe5 Vf6 25. Ba3 Hc4 26. Fxc4 dxc4 27. h5 Fc2 28. Hxb7 Vb6 29. Hd6 Bxe5 30. Vxe5 Vxb2 31. Ba5 Kh7 32. Bc5 Vc1+ 33. Kh2 f6 34. Vg3 a5 35. Hxc4 a4 36. He3 Fb1 37. Bc7 Bg8 38. Hd5 Kh8 39. Ba7 a3 40. He7 Bf8 41. d5 a2 42. Vc7 Kh7 43. Hg6 Bg8 44. Vf7 sötét feladta 1–0 (világos nyert)

#### 7. játszma
A hetedik játszmában Ting a francia védelmet választotta, amellyel sikerült meglepnie ellenfelét. Ez a védelem utoljára 45 évvel ezelőtt a Karpov–Korcsnoj páros mérkőzésen szerepelt a világbajnoki döntők megnyitásai között. Nyepomnyascsijt a megnyitás váratlanul érintette, 2013 óta nem játszott francia védelmű játszmát, és a lépésekhez elhasznált gondolkodási idején is látszott, hogy improvizál. A sötéttel játszó Ting a 18. lépéstől fokozatosan előnybe került, azonban nagyon sok gondolkodási időt használt el, mindössze 26 perce maradt 21 lépésre. A 22. és 23. lépésekben minőséget áldozott, hogy a nagyátlókon támadó futópárja nagy erővel támadhassa a világos királyállást. Kedvezőbb állásban időzavarban a 33. lépésben fatális hibát követett el, amely után a 37. lépésben fel is adta a küzdelmet.
Nyepomnyascsij–Ting világbajnoki döntő 7. játszma, 2023-04-18, Asztana, francia védelem, Tarrasch-változat (ECO C07) 1. e4 e6 2. d4 d5 3. Hd2 c5 4. Hgf3 cxd4 5. Hxd4 Hf6 6. exd5 Hxd5 7. H2f3 Fe7 8. Fc4 Hc6 9. Hxc6 bxc6 10. 0-0 0-0 11. Ve2 Fb7 12. Fd3 Vc7 13. Ve4 Hf6 14. Vh4 c5 15. Ff4 Vb6 16. He5 Bad8 17. Bae1 g6 18. Fg5 Bd4 19. Vh3 Vc7 20. b3 Hh5 21. f4 Fd6 22. c3 Hxf4 23. Fxf4 Bxf4 24. Bxf4 Fxe5 25. Bh4 Bd8 26. Fe4 Fxe4 27. Bhxe4 Bd5 28. Bh4 Vd6 29. Ve3 h5 30. g3 Ff6 31. Bc4 h4 32. gxh4 Bd2 33. Be2 Bd3 34. Vxc5 Bd1+ 35. Kg2 Vd3 36. Bf2 Kg7 37. Bcf4 Vxc3 sötét egyidejűleg feladta 1–0 (világos nyert)
|    | |    |    |    |    |    |    |
|    | \| \| \| \| \| \| \| \| \| \| \| \| \| \| \| \| \| \| \| \| \| \| \| \| \| \| \| \| \| \| \| \| \| \| \| \| \| \| \| \| \| \| \| \| \| \| \| \| \| \| \| \| \| \| \| \| \| \| \| \| \| \| \| \| \| \| \| \| \| \| \| \| |    |    |    |    |    |    |
|    | |    |    |    |    |    |    |
| a8 | b8 | c8 | d8 | e8 | f8 | g8 | h8 |
| a7 | b7 | c7 | d7 | e7 | f7 | g7 | h7 |
| a6 | b6 | c6 | d6 | e6 | f6 | g6 | h6 |
| a5 | b5 | c5 | d5 | e5 | f5 | g5 | h5 |
| a4 | b4 | c4 | d4 | e4 | f4 | g4 | h4 |
| a3 | b3 | c3 | d3 | e3 | f3 | g3 | h3 |
| a2 | b2 | c2 | d2 | e2 | f2 | g2 | h2 |
| a1 | b1 | c1 | d1 | e1 | f1 | g1 | h1 |

| a8 | b8 | c8 | d8 | e8 | f8 | g8 | h8 |
| a7 | b7 | c7 | d7 | e7 | f7 | g7 | h7 |
| a6 | b6 | c6 | d6 | e6 | f6 | g6 | h6 |
| a5 | b5 | c5 | d5 | e5 | f5 | g5 | h5 |
| a4 | b4 | c4 | d4 | e4 | f4 | g4 | h4 |
| a3 | b3 | c3 | d3 | e3 | f3 | g3 | h3 |
| a2 | b2 | c2 | d2 | e2 | f2 | g2 | h2 |
| a1 | b1 | c1 | d1 | e1 | f1 | g1 | h1 |

#### 8. játszma
A nyolcadik játszmában Ting Li-zsen meglepte ellenfelét, amikor a nimzoindiai védelem éles Sämisch-változatát játszotta. Nyepomnyascsij a 22. lépésben nagyot hibázott, ami után Ting állása nyertnek volt tekinthető. A 26. lépésben Ting kihagyta a gyors nyerést biztosító 26. Bd3 lépést, de még így is előnyösebb állása maradt. Ting időzavarát kihasználva Nyepomnyascsij a 31. lépésben a játszma után saját mag által is "blöffnek" nevezett 31.- Vh4 lépést tette, amellyel a beáldozott bástyájáért cserébe örökös sakkal fenyegetett. Ez a lépés azonban a bástya leütése után számára gyors vesztést jelentett volna, mert az örökös sakkot pontos számítással el lehetett volna kerülni. Erre Tingnek nem volt ideje, ezért a 32. Kd1 lépést tette, ami után az állás gyorsan kiegyenlítődött. A 37. lépésben Fc6-tal még nyerhető állást érhetett volna el, az ehelyett húzott Ff3 lehetővé tette sötét számára, hogy 37.- Hxf2-vel beáldozza a huszárját, és a három összekötött királyszárnyi gyalogja előrenyomulásával fenyegessen. Ezután azonban világos pontosan játszott, és a 45. lépésben döntetlenben egyeztek meg.
Ting–Nyepomnyascsij világbajnoki döntő 8. játszma, 2023-04-20, Asztana, nimzoindiai védelem, Sämisch-változat (ECO E28)
1. d4 Hf6 2. c4 e6 3. Hc3 Fb4 4. e3 0-0 5. a3 Fxc3+ 6. bxc3 d6 7. He2 c5 8. Hg3 Hc6 9. Ba2 b6 10. e4 Fa6 11. Fg5 h6 12. h4 hxg5 13. hxg5 g6 14. gxf6 Vxf6 15. e5 dxe5 16. d5 He7 17. d6 Hf5 18. He4 Vd8 19. Vd3 Kg7 20. g4 Fb7 21. Bh3 Hh4 22. g5 Fxe4 23. Vxe4 Hf5 24. Bd2 Bh8 25. Bxh8 Vxh8 26. d7 Bd8 27. Vxe5+ Kh7 28. Vh2+ Kg7 29. Ve5+ Kh7 30. Vh2+ Kg7 31. Vc7 Vh4 32. Kd1 Vxg5 33. Kc2 Ve7 34. Fg2 e5 35. Fe4 Hh6 36. Vxa7 Hg4 37. Ff3 Hxf2 38. Bxf2 e4 39. Be2 f5 40. Vxb6 Bxd7 41. Vb8 Vd6 42. Vxd6 Bxd6 43. Fxe4 fxe4 44. Bxe4 Kf6 45. Be8 döntetlen (½–½)

#### 9. játszma
A kilencedik játszmában visszatértek a spanyol megnyitáshoz, ezúttal azonban a berlini védelem került terítékre. Ting alaposan készült erre a változatra, ami meglátszott azon is, hogy ezúttal ő használt el kevesebb időt a megnyitásban. A 17. lépésben Ting kockázatos vezérszárnyi tervet választott 17.- Bb8-cal, a biztonságosabb 17.- Ff8 helyett. Nyepomnyascsij azonnal magához ragadta a kezdeményezést a királyszárnyon veszélyes támadfást alakítva ki. Ting jól védekezett, majd a 26. lépésben a vezérszárnyi ellenjáték érdekében minőségáldozatot ajánlott fel, amit Nyepomnyascsij nem fogadott el. Ezután sorozatos cserék után egy bástya-huszár végjáték alakult ki három gyaloggal kettő ellen, amely a bástyák cseréje után még inkább döntetlennek igérkezett. Ting az 55.-h3 lépéssel biztosította a döntetlent. A játszma a 82. lépésben ért véget, ezzel a páros mérkőzés eddigi leghosszabb játszmája volt.
Nyepomnyascsij–Ting világbajnoki döntő 9. játszma, 2021-12-21, Asztana, spanyol megnyitás, berlini védelem (ECO C65)
1. e4 e5 2. Hf3 Hc6 3. Fb5 Hf6 4. d3 Fc5 5. c3 0-0 6. 0-0 d5 7. Hbd2 dxe4 8. dxe4 a5 9. a4 Ve7 10. Vc2 Hb8 11. Be1 Bd8 12. h3 h6 13. Hf1 c6 14. Fc4 Ha6 15. Hg3 Vc7 16. Fa2 b5 17. Ve2 Bb8 18. Hh4 Ff8 19. Vf3 bxa4 20. Fxh6 Hc5 21. Hg6 Bxb2 22. Hxf8 Bxf8 23. Fg5 Hh7 24. Fc1 Bb5 25. Fa3 Be8 26. Fc4 Fe6 27. Fxe6 Hxe6 28. Hf5 c5 29. Ve2 Bb3 30. Vc4 Vc6 31. Fc1 Hf6 32. Vxa4 Vxa4 33. Bxa4 Bxc3 34. Fb2 Bb3 35. Fxe5 Bb4 36. Bxa5 Bxe4 37. Bxe4 Hxe4 38. Ba4 Hd4 39. Fxd4 cxd4 40. Bxd4 g6 41. He3 Kg7 42. Bb4 Hg3 43. Bb7 Hf5 44. Hg4 Be7 45. Bb5 Be1+ 46. Kh2 Be2 47. Bb7 Hd6 48. Ba7 Kf8 49. Kg3 f5 50. Kf3 Be7 51. Ba8+ Be8 52. Bxe8+ Kxe8 53. He5 g5 54. h4 gxh4 55. Kf4 h3 56. gxh3 Ke7 57. Hc6+ Kf6 58. Hd4 He4 59. f3 Hf2 60. h4 Hd3+ 61. Kg3 Kg6 62. He6 Kf6 63. Hf4 Hb4 64. Kf2 Ke5 65. Ke3 Hc2+ 66. Kd2 Hd4 67. Hd3+ Kf6 68. Ke3 Hc2+ 69. Kf4 Hd4 70. Kg3 He2+ 71. Kf2 Hd4 72. Hf4 Ke5 73. He2 He6 74. Kg3 Kf6 75. Kg2 Kg7 76. Kf2 f4 77. Kg1 Kg6 78. Kg2 Kh6 79. Hc1 Kh5 80. Kh3 Hd4 81. Hd3 Hxf3 82. Hxf4+ döntetlen (½–½)

#### 10. játszma
A tizedik játszmában Ting Li-zsen a 4. játszmában már alkalmazott angol megnyitással nyitott. A négy huszáros változatban végig előnyösebben állt, a 17. lépésben gyalogot is nyert, azonban Nyepomnyascsij jól tartotta az egyensúlyt. A játszma sorozatos cserék után végül a 45. lépésben döntetlenül ért véget.
Ting–Nyepomnyascsij világbajnoki döntő 10. játszma, 2023-04-23, Asztana, angol megnyitás, négy huszáros változat (ECO A28) 1. c4 Hf6 2. Hc3 e5 3. Hf3 Hc6 4. e4 Fc5 5. Hxe5 Hxe5 6. d4 Fb4 7. dxe5 Hxe4 8. Vf3 Hxc3 9. bxc3 Fc5 10. Vg3 Kf8 11. Fe2 d6 12. Ff4 Ve7 13. Bd1 h5 14. 0-0 h4 15. Vd3 g5 16. exd6 cxd6 17. Fxd6 Vxd6 18. Vxd6+ Fxd6 19. Bxd6 Fe6 20. f4 Ke7 21. Bd4 gxf4 22. Bfxf4 h3 23. g4 Bac8 24. Kf2 Bc5 25. a4 Ba5 26. Fd1 b6 27. Kg3 Bh6 28. Bfe4 Kf8 29. Bd8+ Kg7 30. Ba8 Bc5 31. Bxa7 Fxc4 32. Bae7 Bhc6 33. B7e5 Bxe5 34. Bxe5 Fb3 35. Fxb3 Bxc3+ 36. Kh4 Bxb3 37. Bb5 Ba3 38. Bxb6 Bxa4 39. Kxh3 f5 40. gxf5 Bf4 41. Bb5 Kf6 42. Kg3 Bxf5 43. Bxf5+ Kxf5 44. h4 Kg6 45. h5+ Kxh5 döntetlen (½–½)

#### 11. játszma
Nyepomnyascsij ismét 1. e4 lépéssel kezdett, és az 5. játszmához hasonlóan a Martinez-változatba terelték a játékot. Nyepomnyascsij a játszmában megtett 19. cxd4 helyett Ve2-vel élesebbé tehette volna a küzdelmet, de a mérkőzés jelenlegi állása alapján, három játszmával a vége előtt neki a döntetlen is kedvező. A játszma különösebb izgalmak nélkül, sorozatos cserék után a 39. lépésben gyorsan döntetlenül ért véget.
Nyepomnyascsij–Ting világbajnoki döntő 11. játszma, 2023-04-24, Asztana, spanyol megnyitás, Martinez-változat (ECO C78) 1. e4 e5 2. Hf3 Hc6 3. Fb5 a6 4. Fa4 Hf6 5. 0-0 Fe7 6. d3 b5 7. Fb3 d6 8. a3 Ha5 9. Fa2 c5 10. Hc3 Fe6 11. Fg5 0-0 12. Fxf6 Fxf6 13. Hd5 g6 14. Vd2 Fg7 15. Hg5 c4 16. Hxe6 fxe6 17. He3 Fh6 18. Bad1 Bb8 19. dxc4 Hxc4 20. Fxc4 bxc4 21. Vxd6 Vxd6 22. Bxd6 Fxe3 23. fxe3 Bxf1+ 24. Kxf1 Bxb2 25. Bxe6 Bxc2 26. Bxa6 Ba2 27. Bc6 Bxa3 28. Bxc4 Bxe3 29. Kf2 Ba3 30. Bc5 Ba2+ 31. Kf3 Ba3+ 32. Kg4 Ba2 33. Kh3 Be2 34. Bxe5 Kf7 35. Kg3 Kf6 36. Be8 Kf7 37. Be5 Kf6 38. Be8 Kf7 39. Be5 döntetlen (½–½)

#### 12. játszma
A 12. játszmában Ting visszatért az 1. d4 kezdéshez, és már a 3. lépésével meglepte Nyepomnyascsijt, amikor a Colle-rendszerbe terelte a játékot, amelyet az élvonalbeli nagymesterek ritkán játszanak. Nyepomnyascsij 6.- Fd7 lépése pontatlannak bizonyult, és Ting elérte stratégiai célját, hogy dinamikus, kiegyenlítetlen álláshoz jusson. A játszma kétélűvé vált Ting 12. FxF6 lépése után, amellyel kinyilvánította, hogy nyerésre játszik, de sötét a meggyengült királyállása ellenére a g-vonalon ellenjátékhoz juthatott. Ting hibás 19. Fc2 lépése után Nyepomnyascsij átvehette a kezdeményezést, és a 26. lépésben az állás már számára volt nyerhető. A 34.- f5 lépéssel azonban döntő hibát követett el, és a játszma Ting számára vált nyerhetővé, amit a kínai nagymester biztos kézzel használt ki. Nyepomnyascsij a 38. lépésben feladta a játszmát. A mérkőzés állása 6–6 lett, és két játszmával a mérkőzés vége előtt még teljesen nyílt, hogy ki szerzi meg a világbajnoki címet.
Ting–Nyepomnyascsij világbajnoki döntő 12. játszma, 2023-04-26, Asztana, vezérgyalog megnyitás, Colle-rendszer (ECO D04) 1. d4 Hf6 2. Hf3 d5 3. e3 c5 4. Hbd2 cxd4 5. exd4 Vc7 6. c3 Fd7 7. Fd3 Hc6 8. 0-0 Fg4 9. Be1 e6 10. Hf1 Fd6 11. Fg5 0-0 12. Fxf6 gxf6 13. Hg3 f5 14. h3 Fxf3 15. Vxf3 He7 16. Hh5 Kh8 17. g4 Bg8 18. Kh1 Hg6 19. Fc2 Hh4 20. Ve3 Bg6 21. Bg1 f4 22. Vd3 Ve7 23. Bae1 Vg5 24. c4 dxc4 25. Vc3 b5 26. a4 b4 27. Vxc4 Bag8 28. Vc6 Fb8 29. Vb7 Bh6 30. Fe4 Bf8 31. Vxb4 Vd8 32. Vc3 Hg6 33. Fg2 Vh4 34. Be2 f5 35. Bxe6 Bxh5 36. gxh5 Vxh5 37. d5+ Kg8 38. d6 sötét feladta (1–0)

#### 13. játszma
A 13. játszmában ismét a spanyol megnyitás Martinez-változata került terítékre. Nyepomnyascsij 10. Fe3 lépése nagymester szinten korábban még nem került megjátszásra, amely után sötét kényelmes játékhoz jutott. Világos 19. f3 lépését követően már Ting álláselőnye volt érezhető, és 21. - Be5 lépése után, amely mindenkit meglepett, már határozottan ő állt jobban. A pontatlannak tekinthető 23.- Ve7 után (23.-Ve8 lett volna a jó lépés) sötét bezárta a futóját, ennek következtében Nyepomnyascsij kisebb álláselőnybe került. Ting a 25. lépésben minőséget áldozott, hogy erős huszárja és futópárja segítségével támogassa előrenyomult e-gyalogját. Mivel az aszimmetrikus, bonyolult állásban egyik fél sem kívánt túlzott kockázatot vállalni, a 36. lépést követően háromszori lépésismétlés után a játszma döntetlenül ért véget.
Nyepomnyascsij–Ting világbajnoki döntő 13. játszma, 2023-04-27, Asztana, spanyol megnyitás, Martinez-változat (ECO C78) 1. e4 e5 2. Hf3 Hc6 3. Fb5 a6 4. Fa4 Hf6 5. 0-0 Fe7 6. d3 b5 7. Fb3 d6 8. c3 0-0 9. h3 Fb7 10. Fe3 Ha5 11. Fc2 c5 12. Hbd2 Be8 13. a4 h6 14. d4 exd4 15. cxd4 cxd4 16. Hxd4 Hc4 17. Hxc4 bxc4 18. f3 Ff8 19. Ff2 d5 20. exd5 Hxd5 21. Fe4 Be5 22. Bc1 Bc8 23. He2 Ve7 24. Vd4 f5 25. Fg3 Bxe4 26. fxe4 Vxe4 27. Vxe4 fxe4 28. Bfd1 Hb4 29. Bd7 Fc5+ 30. Kh2 Fc6 31. Bc7 Bxc7 32. Fxc7 Fd5 33. Hc3 Hd3 34. Bc2 Fc6 35. a5 Kf7 36. Be2 Hc1 37. Be1 Hd3 38. Be2 Hc1 39. Be1 Hd3 40. Be2 döntetlen (½–½)

#### 14. játszma
A 14. játszmában a 8. játszmához hasonlóan a nimzoindiai védelemre került sor. Ezúttal egy nugodtabb változatban Ting 12. Hg5 lépése kavarta fel az állóvizet. Nyepomnyascsij 13.-Vc7 lépése azonban megakasztotta a támadást, sőt a világos tisztek összhangjának fejletlensége miatt sötét kisebb előnyét mutatta az állás. Nyepomnyascsij nem tudta győzelemre vinni gyalogelőnyét, Ting pontos játékkal harcolta ki a 90. lépésben a döntetlent.
Ting–Nyepomnyascsij világbajnoki döntő 14. játszma, 2023-04-29, Asztana, nimzoindiai védelem (ECO E46) 1. d4 Hf6 2. c4 e6 3. Hc3 Fb4 4. e3 0-0 5. Fd2 d5 6. a3 Fe7 7. Hf3 c5 8. dxc5 Fxc5 9. Vc2 dxc4 10. Fxc4 Hbd7 11. Bd1 Fe7 12. Hg5 h6 13. h4 Vc7 14. Fe2 Bd8 15. Bc1 Hf8 16. Hge4 Hxe4 17. Hxe4 Vxc2 18. Bxc2 Fd7 19. Fb4 Fxb4+ 20. axb4 Fc6 21. Hc5 Fxg2 22. Bg1 Fd5 23. e4 Fc6 24. b5 Fe8 25. Hxb7 Bd4 26. Bc4 Bd7 27. Hc5 Bc7 28. Bc3 Bac8 29. b4 Hd7 30. Bcg3 Hxc5 31. bxc5 Bxc5 32. Bxg7+ Kf8 33. Fd3 Bd8 34. Ke2 Bc3 35. Bg8+ Ke7 36. B1g3 e5 37. Bh8 Bd6 38. b6 Bxb6 39. Bxe8+ Kxe8 40. Fb5+ Bxb5 41. Bxc3 Kd7 42. Bf3 Ke7 43. Bc3 a5 44. Bc7+ Kf6 45. Bc6+ Kg7 46. Ba6 Bb2+ 47. Kf3 Ba2 48. Kg3 h5 49. Ba8 Ba1 50. Kg2 a4 51. Ba5 f6 52. Kf3 a3 53. Ba6 Kf7 54. Ke3 Ke8 55. Ke2 Ke7 56. Kf3 Ba2 57. Ke3 Ba1 58. Ke2 Kf7 59. Kf3 Ba2 60. Ke3 Ke7 61. Kf3 Kd7 62. Bxf6 Bb2 63. Ba6 Bb3+ 64. Kg2 Kc7 65. f4 exf4 66. e5 Kb7 67. Ba4 Kc6 68. Ba6+ Kb5 69. Ba7 Kb6 70. Ba8 Kc5 71. Ba6 Kb5 72. Ba7 Kb6 73. Ba8 Kc6 74. Ba6+ Kd7 75. Kf2 Ke7 76. Kg2 Be3 77. Kf2 Bg3 78. Kf1 Bc3 79. Kf2 Be3 80. Kg2 Kd7 81. Kf2 Kc7 82. e6 Kd8 83. Ba7 Ke8 84. Kg2 Bxe6 85. Bxa3 Bg6+ 86. Kf2 Bg4 87. Ba5 Bxh4 88. Kf3 Ke7 89. Bf5 Ke6 90. Bxf4 Bxf4+ döntetlen (½–½)
A rájátszás rapid játszmái

#### 15. játszma
Ting–Nyepomnyascsij világbajnoki döntő 15. játszma (rapid), 2023-04-30, Asztana, vezérgyalog megnyitás, szimmetrikus változat (ECO D02) 1. d4 Hf6 2. Hf3 d5 3. c3 c5 4. dxc5 e6 5. Fe3 Fe7 6. g3 Hc6 7. Fg2 0-0 8. b4 Hg4 9. Fd4 Vc7 10. 0-0 e5 11. h3 exd4 12. hxg4 dxc3 13. Hxc3 Hxb4 14. a3 Ff6 15. Bc1 Fxc3 16. Bxc3 Hc6 17. Vxd5 Fxg4 18. Hg5 h6 19. He4 Bae8 20. e3 Be5 21. Vd2 Bd8 22. Hd6 Bh5 23. Bb1 He5 24. e4 b6 25. cxb6 axb6 26. Hb5 Bxd2 27. Hxc7 Fh3 28. Fxh3 Bxh3 29. Kg2 Bh5 30. Bb5 Bd1 31. Hd5 Bdh1 32. He7+ Kh7 33. Bxe5 B1h2+ 34. Kg1 Bh1+ 35. Kg2 döntetlen (½–½)

#### 16. játszma
Nyepomnyascsij–Ting világbajnoki döntő 16. játszma (rapid), 2023-04-30, Asztana, spanyol megnyitás, Martinez-változat (ECO C78) 1. e4 e5 2. Hf3 Hc6 3. Fb5 a6 4. Fa4 Hf6 5. 0-0 Fe7 6. d3 b5 7. Fb3 d6 8. a4 Fd7 9. h3 0-0 10. Fe3 Ha5 11. Fa2 bxa4 12. Fd2 Hc6 13. Hc3 Bb8 14. Hxa4 Hd4 15. Fc4 c6 16. Hxd4 exd4 17. Ff4 Fe6 18. Be1 a5 19. Vf3 Bb7 20. e5 Hd5 21. exd6 Fxd6 22. Fxd6 Vxd6 23. Ve4 Hf4 24. Ve5 Vxe5 25. Bxe5 Fxc4 26. dxc4 Bb4 27. Bc5 d3 28. cxd3 Hxd3 29. Bxc6 He5 30. Bc7 Hxc4 31. Hc5 Hxb2 32. Hd7 Be8 33. Bxa5 Hd3 34. Bg5 Bf4 35. f3 h6 36. Bd5 Hb4 37. Bd6 Bf5 38. Bb7 Bd5 39. Bdb6 Bd8 40. Hf6+ gxf6 41. Bxb4 Bd4 42. Bxd4 Bxd4 43. Kh2 Kg7 44. Bb2 Bd5 45. Ba2 Bd4 46. Bb2 Bd5 47. Ba2 Bd4 döntetlen (½–½)

#### 17. játszma
Ting–Nyepomnyascsij világbajnoki döntő 17. játszma (rapid), 2023-04-30, Asztana, angol megnyitás, Agincourt-védelem (ECO A14) 1. Hf3 d5 2. g3 Hf6 3. Fg2 e6 4. 0-0 Fe7 5. c4 0-0 6. b3 c5 7. cxd5 Hxd5 8. Fb2 Hc6 9. d4 cxd4 10. Hxd4 Hxd4 11. Vxd4 Ff6 12. Vd2 Hf4 13. gxf4 Vxd2 14. Hxd2 Fxb2 15. Bad1 Ff6 16. Hc4 Bb8 17. He5 Bd8 18. Bxd8+ Fxd8 19. Bd1 Fe7 20. Hd7 Fxd7 21. Bxd7 Kf8 22. Fxb7 Bd8 23. Bc7 a5 24. Bc4 Fb4 25. Bc2 Bd2 26. Bxd2 Fxd2 27. e3 Fb4 28. Kf1 Ke7 29. Ke2 Kd6 30. Kd3 Fe1 31. Ke2 Fb4 32. Kd3 Fe1 33. Ke2 döntetlen (½–½)

#### 18. játszma
Nyepomnyascsij–Ting világbajnoki döntő 18. játszma (rapid), 2023-04-30, Asztana, spanyol megnyitás, Martinez-változat (ECO C78) 1. e4 e5 2. Hf3 Hc6 3. Fb5 a6 4. Fa4 Hf6 5. 0-0 Fe7 6. d3 b5 7. Fb3 d6 8. a4 Fd7 9. h3 0-0 10. Fe3 Ha5 11. Fa2 bxa4 12. Hc3 Bb8 13. Fb1 Ve8 14. b3 c5 15. Hxa4 Hc6 16. Hc3 a5 17. Hd2 Fe6 18. Hc4 d5 19. exd5 Hxd5 20. Fd2 Hxc3 21. Fxc3 Fxc4 22. bxc4 Fd8 23. Fd2 Fc7 24. c3 f5 25. Be1 Bd8 26. Ba2 Vg6 27. Ve2 Vd6 28. g3 Bde8 29. Vf3 e4 30. dxe4 He5 31. Vg2 Hd3 32. Fxd3 Vxd3 33. exf5 Bxe1+ 34. Fxe1 Vxc4 35. Ba1 Bxf5 36. Fd2 h6 37. Vc6 Bf7 38. Be1 Kh7 39. Fe3 Fe5 40. Ve8 Fxc3 41. Bc1 Bf6 42. Vd7 Ve2 43. Vd5 Fb4 44. Ve4+ Kg8 45. Vd5+ Kh7 46. Ve4+ Bg6 47. Vf5 c4 48. h4 Vd3 49. Vf3 Bf6 50. Vg4 c3 51. Bd1 Vg6 52. Vc8 Bc6 53. Va8 Bd6 54. Bxd6 Vxd6 55. Ve4+ Vg6 56. Vc4 Vb1+ 57. Kh2 a4 58. Fd4 a3 59. Vc7 Vg6 60. Vc4 c2 61. Fe3 Fd6 62. Kg2 h5 63. Kf1 Fe5 64. g4 hxg4 65. h5 Vf5 66. Vd5 g3 67. f4 a2 68. Vxa2 Fxf4 világos feladta (0–1)